# Physorhinus dalensi
Physorhinus dalensi là một loài bọ cánh cứng trong họ Elateridae. Loài này được Chassain miêu tả khoa học năm 2008.